# Jelizawieta Połonska

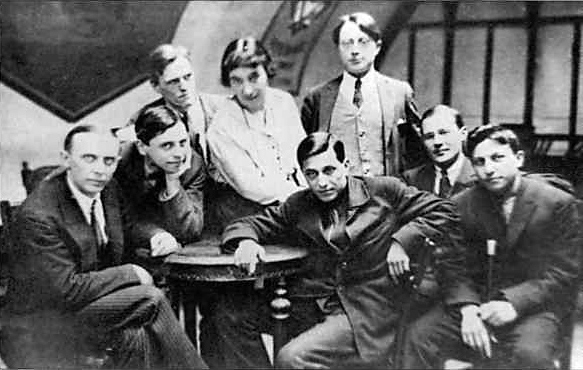
Bracia Serafiońscy. Od lewej: Fiedin, Słonimski, Tichonow, Połonska, Nikitin, Zoszczenko, Gruzdiew i Kawierin

Jelizawieta Grigorjewna Połonska (ros. Елизавета Григорьевна Полонская; ur. 14 czerwca?/26 czerwca 1890 w Warszawie, Imperium Rosyjskie, zm. 11 stycznia 1969 w Leningradzie, Rosyjska Federacyjna SRR) – rosyjska poetka, tłumaczka, dziennikarka i lekarka pochodzenia polsko-żydowskiego. 

## Życiorys
Urodziła się w rodzinie inżyniera budowlanego Grigorija Mowszensona. W wieku 9 lat rozpoczęła naukę w łódzkim gimnazjum żeńskim. W rewolucyjnym roku 1905 z obawy przed pogromami rodzice wysłali ją do Berlina, a po czterech miesiącach kontynuowała naukę w gimnazjum w Sankt Petersburgu. Tam zetknęła się z działaczami opozycji. W roku 1908 w obawie przed aresztowaniem wyjechała do Paryża. Rozpoczęła studia medyczne na Sorbonie, a po ich zakończeniu 1914 rozpoczęła pracę lekarza w jednym z paryskich szpitali, a potem w szpitalu frontowym koło Nancy. W wolnych chwilach zajmowała się poezją. 
W roku 1921 ukazał się w piotrogradzkim wydawnictwie „Erato” tom jej poezji zatytułowany „Znamienija”, a w roku 1923 drugi tom „Pod kamiennym dożdiom”. Utrzymywała się z pracy dziennikarza w gazecie „Leningradskaja prawda”. 
Do roku 1934 pracowała w szpitalach, nie tracąc kontaktu z literaturą. Została członkiem grupy „Bracia Serafiońscy”.
W latach dwudziestych tłumaczyła dzieła Szekspira, Victora Hugo, Kiplinga, Juliana Tuwima i innych. 
Podczas II wojny światowej znów została lekarzem frontowym, nie porzucając jednak twórczości poetyckiej.